# Pfarrhaus Dorfstraße 74
Das ehemalige Pfarrhaus Dorfstraße 74, Ecke Pastorentrift, in der niedersächsischen Samtgemeinde Land Hadeln, Gemeinde Odisheim, im Landkreis Cuxhaven, stammt vom Anfang des 20. Jahrhunderts. Aktuell (2024) wird es als Wohnhaus genutzt.
Das Gebäude steht unter Denkmalschutz (siehe auch Liste der Baudenkmale in Odisheim).

## Geschichte und Beschreibung
Odisheim wurde 1325 erstmals urkundlich erwähnt. Die verbundenen sogenannten „Fünf Kirchspiele“ Odisheim, Steinau, Oster- und Wester-Ihlienworth sowie Wanna gehörten zur Vogtei Bederkesa. Die dem Heiligen Joost oder Jobst (auch bretonischer König St. Jodokus bzw. Jodok) geweihte Kirche von Odisheim-Norderteil hatte mehrere Vorgängerbauten, zuletzt St. Jobst von 1803. Älter sind der Friedhof und der hölzerne Glockenturm aus dem 17. Jahrhundert.
Das eingeschossige giebelständige Gebäude in Backstein mit pfannengedecktem Satteldach auf Drempel wurde 1907 (Ankerinschrift) gebaut. Markant sind die rundbogigen Fenster und die aufwändige Schaufassade nach Osten mit dem Freigespärre im Giebel.
Das Landesdenkmalamt befand u. a.: „… ehemaligen Pfarrhauses als Teil der Kirchenanlage St. Jobst …“